# James Grieve double red

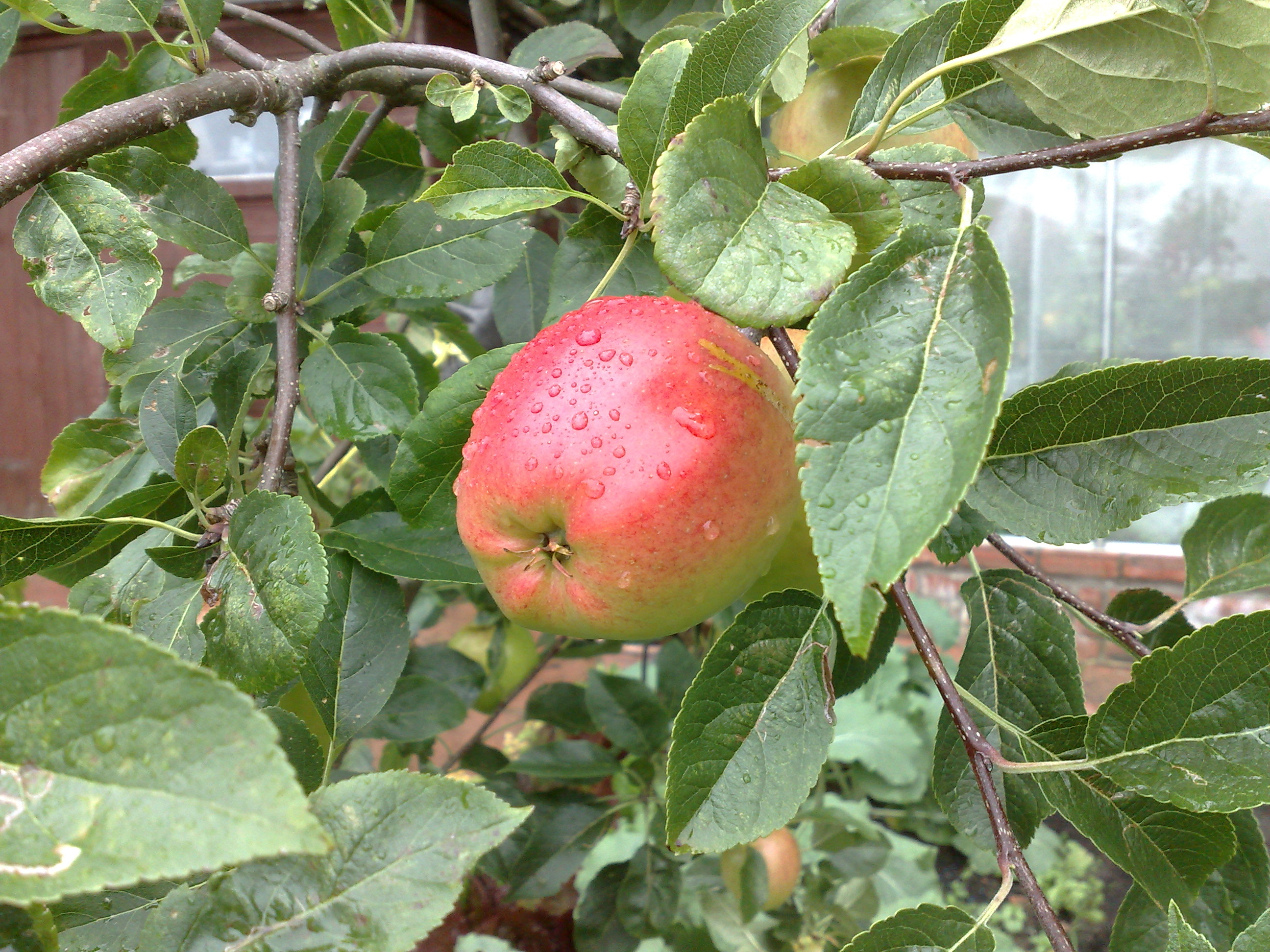
James Grieve, plod

James Grieve double red (Malus domestica 'James Grieve double red') je ovocný strom, kultivar druhu jabloň domácí z čeledi růžovitých. Plody jsou řazeny mezi podzimní (nebo pozdně letní) odrůdy jablek, sklízí se v srpnu až září, dozrává v září, skladovatelné jsou do konce září. plody je třeba konzumovat brzy po sklizni.

## Historie

### Původ
Původem je z ČR, z  VŠÚO v Holovousích, kde byla odrůda nalezena jako pupenová mutace odrůdy James Grieve.

## Vlastnosti
Odrůda je cizosprašná, dobrým opylovačem jsou 'Coxova reneta', 'Boikovo', 'Golden Delicious', 'Matčino', 'Ontario', 'Parména zlatá', 'Jonathan'. Odrůda je diploidní, je dobrým opylovačem. Kvete raně.

### Růst
Vzrůstem se odrůda řadí mezi středně rostoucí, později během plodnosti roste slabě. Vytváří pyramidální typ korun. Vyžaduje zmlazování.

## Plodnost
Plodí záhy, bohatě a pravidelně. Plůdky není třeba protrhávat.

## Plod
Plod je tupě kuželovitý, slabě žebernatý, střední až velký (140 do 180 g). Slupka je na omak hladká, mastná, zelenožluté zbarvení je téměř zcela překryté na povrchu plodu  červenou barvou. Dužnina je krémová se sladce navinulou chutí, šťavnatá, dobrá.

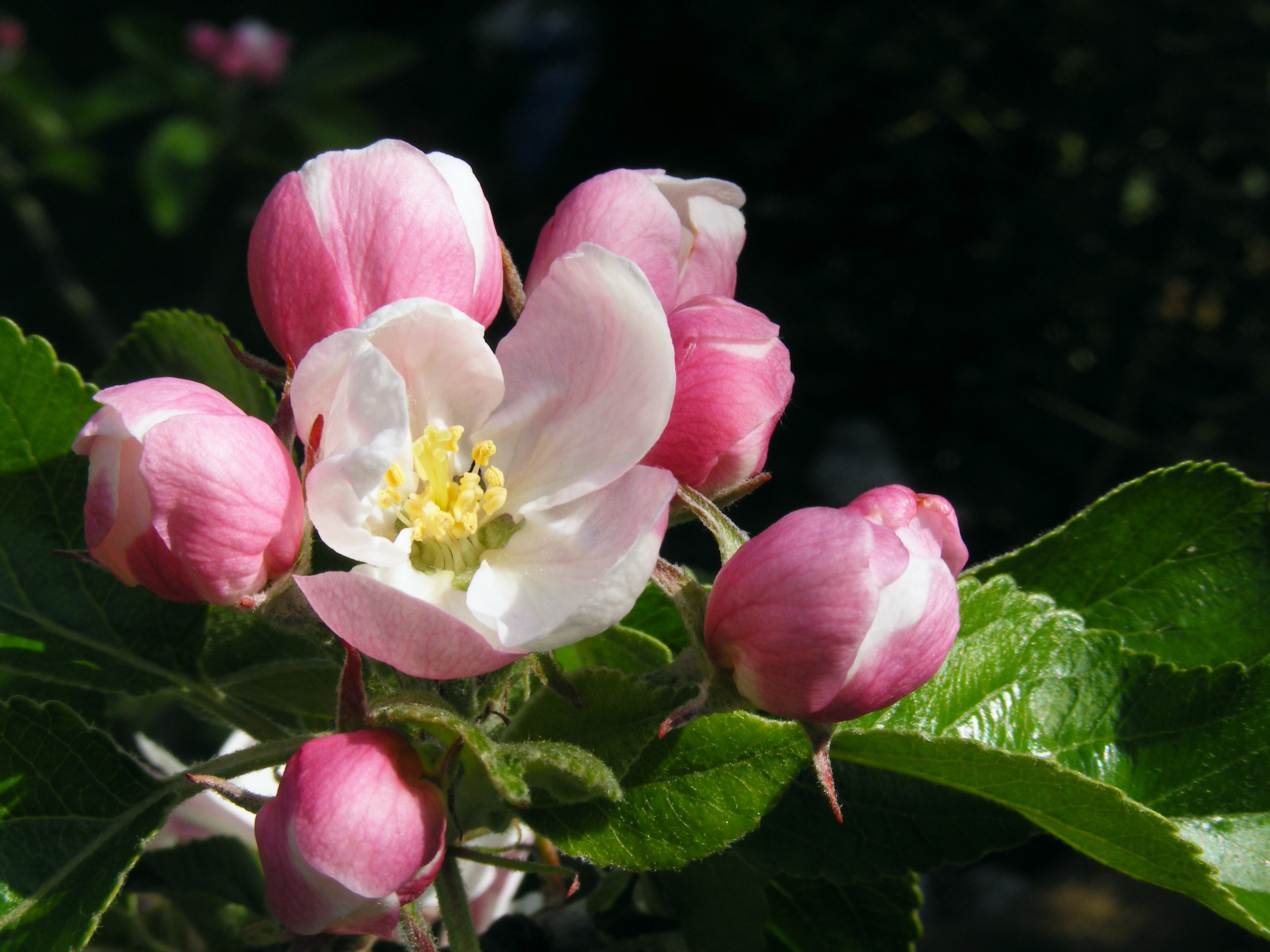
Květ.

## Choroby a škůdci
Odrůda je poměrně odolná proti strupovitosti jabloní a poměrně odolná k padlí. Je poměrně odolná vůči mrazu ale dosti náchylná k nektriové rakovině.
Odolnost: Strupovitostí i padlím trpí jen málo. Stromy jsou citlivější vůči rakovině. Odolnost proti mrazům ve dřevě i v květu je střední.
Tvar a podnož: Odrůda je vhodná k pěstování na všech tvarech a podnožích. Stromy se snadno tvarují a mají malé požadavky na řez. Na vhodných stanovištích může být pěstována i ve vyšších polohách.

## Použití
Je vhodná ke krátkodobému skladování a přímému konzumu. Odrůdu lze použít do všech poloh s výjimkou mrazových kotlin. Je možné pěstování odrůdy ve všech pěstitelských tvarech.